# Rosmarien Weber-Markert
Rosmarien Weber-Markert (geborene Weber, * 1927 in Todtmoos; † 12. Dezember 2010 in Düsseldorf) war eine deutsche Malerin, die sich im Frühwerk mit der Darstellung der Natur auseinandersetzte und sich in den späteren Schaffensjahren der abstrakten Malerei zuwandte.

## Leben
Rosmarien Weber studierte von 1948 bis 1954 an Kunstakademie Karlsruhe und in Basel. Impulse erhielt ihr künstlerisches Schaffen insbesondere durch den Künstler Willy Kiwitz in Karlsruhe.
1954 heiratete sie den Maler Walter Markert. Das Künstlerpaar bekam drei Kinder. Nach vielen Jahren in Ludwigshafen am Rhein, wo sie am Theodor-Heuss-Gymnasium als Lehrerin für Kunst tätig war, folgte schließlich 1975 der Neubau eines Wohnhauses mit Atelier in Battenberg in der Pfalz. Hier war auch der Höhepunkt ihres künstlerischen Schaffens, es entstanden zahlreiche Werke. Viele Ausstellungen – meist gemeinsam mit Walter Markert – folgten.
Anregungen für ihr künstlerisches Schaffen bekam sie auf Reisen nach Südfrankreich, vor allem in die Provence. In allen wichtigen Ausstellungen der 1950 in Ludwigshafen gegründeten Künstlergemeinschaft „Der Anker“ war Rosmarien Weber-Markert vertreten.

## Ausstellungen
- 1969: Rosmarien Markert, Walter Markert. Gemälde. Ausstellung in Bürgermeister-Ludwig-Reichert-Haus, Ludwigshafen am Rhein, vom 17. Oktober bis 23. November 1969.[2]
- 1977: Rosmarien und Walter Markert Werke 1970-1977. Städtische Kunstsammlungen Ludwigshafen am Rhein, Ausstellung im Bürgermeister-Ludwig-Reichert-Haus, 24. April bis 30. Mai 1977.[3]
- 1979: Künstlergemeinschaft „Der Anker e.V.“ (Hrsg.): Anker. Malerei Grafik Plastik. Ausstellungskatalog, Wilhelm-Hack-Museum 14. Oktober bis 11. November 1979. (Ausstellungskatalog)
- 1991: Aufbrüche: 40 Jahre Künstlergemeinschaft „Der Anker e.V.“; Malerei, Graphik, Plastik; Ludwigshafen, 15. Juni bis 21. Juli 1991; Ausstellung der Künstlergemeinschaft „Der Anker e.V.“ im Wilhelm-Hack-Museum. (Ausstellungskatalog)